# Brihaspati

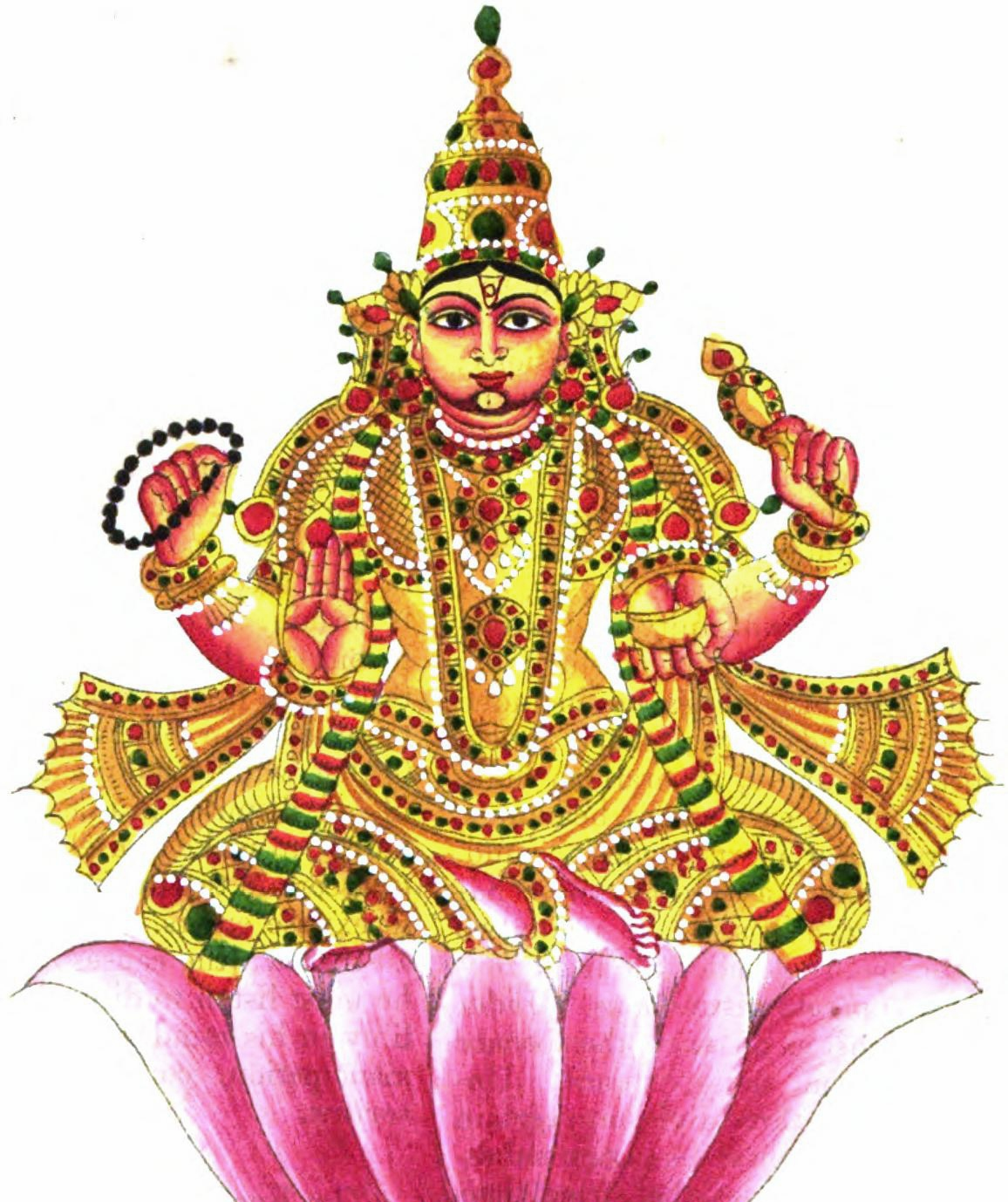
Brihaspati sittandes på en lotusblomma.

Brihaspati (sanskrit: बृहस्पति, IAST: Bṛhaspati) är en gud inom hinduismen. I de forntida vediska skrifterna förknippas Brihaspati med eld, och namnet syftar även på en gudom som fungerar som rådgivare åt gudar och gudinnor (devorna och devierna). I senare texter används namnet även för att beteckna solsystemets största planet, Jupiter, och gudomen förknippas med planeten som en Navagraha.

## Vis man
Brihaspati förekommer i Rigveda (före 1000 f.v.t.), bland annat i hymn 50 i bok 4 som är tillägnad honom;  Han beskrivs där som en vis man född ur det första stora ljuset – den som drev undan mörkret, som är strålande och ren, och som bär en särskild båge vars sträng är Rita – den kosmiska ordningen som ligger till grund för dharma. Hans visdom och karaktär vördas, och han betraktas som en guru för alla devor. I vedisk litteratur och andra forntida texter kallas han också vid andra namn, såsom Bramanaspati, Purohita, Angirasa (son till Angiras) och Vyasa. Han identifieras ibland med guden Agni (eld). Hans hustru är Tara, gudinnan som personifierar himlavalvets stjärnor.
Vördnaden för vise mannen Brihaspati levde kvar under medeltiden, och en av de många Dharmasastra-texterna uppkallades efter honom.  Även om originalhandskrifterna till Brihaspati Smriti (Bṛhaspatismṛti) inte har bevarats till modern tid, har verser därifrån citerats i andra indiska texter. Forskare har försökt återskapa verket genom att samla in dessa citat, vilket har lett till en modern rekonstruktion av Bṛhaspatismṛti. Jolly och Aiyangar har på detta sätt sammanställt omkring 2 400 verser ur den förlorade texten. Brihaspati Smriti tros ha varit en mer omfattande och detaljerad text än Manusmriti, och tillgängliga källor tyder på att dess avsnitt om rättsprocesser och rättslära ofta citerades. 

### Brihaspati-sutror
Brihaspati-sutror, även kallade Barhaspatya sutrorna, är en forntida sanskrittext uppkallad efter sin författare Brihaspati, som är känd för sina teorier om materialism och antiteism. Textens lära utgör grunden för charvaka, en heterodox skola inom indisk filosofi.
Vissa äldre forskare har föreslagit att Brihaspati-sutrorna namngavs efter den Brihaspati som omnämns i Vedorna för att ge texterna större auktoritet. Andra forskare ifrågasätter dock denna teori, eftersom texten avvisar de vediska gudarna.

## Planeten
Brihaspati som planeten Jupiter förekommer i flera hinduiska astronomiska texter på sanskrit, såsom Aryabhatiya från 400-talet av Aryabhata, Romaka från 500-talet av Latadeva och Panca Siddhantika av Varahamihira, Khandakhadyaka från 600-talet av Brahmagupta och Sisyadhivrddida från 700-talet av Lalla. I dessa texter framställs Brihaspati som en av planeterna, och planeternas rörelser beskrivs och beräknas. Andra texter, som Surya Siddhanta – som färdigställdes någon gång mellan 400- och 900-talet – innehåller kapitel om planeterna där astronomi blandas med gudamyter.
Manuskripten till dessa texter förekommer i något varierande versioner. De beskriver Brihaspatis rörelse över himlen, men skiljer sig åt i detaljerna, vilket tyder på att texterna var öppna för revidering under sin levnadstid. De uppvisar mindre skillnader i sina uppgifter om exempelvis Brihaspatis omloppsbanor, avståndet till omloppsbanans ytterpunkter, epicykler, nodlängder, banlutning, med mera. 
Hinduiska lärda under det första årtusendet e.v.t. beräknade utifrån sina astronomiska studier hur lång tid varje planet, inklusive Brihaspati, tog på sig för ett sideriskt omlopp, med vissa mindre skillnader i resultaten:
| Källtext                    | Uppskattad tid för siderisk omloppsbana          |
| Surya Siddhanta             | 4 332 dagar, 7 timmar, 41 minuter, 44,4 sekunder |
| Ptolemaios                  | 4 332 dagar, 18 timmar, 9 minuter, 10,5 sekunder |
| Siddhanta Shiromani         | 4 332 dagar, 5 timmar, 45 minuter, 43,7 sekunder |
| Beräkningar från 1900-talet | 4 332 dagar, 14 timmar, 2 minuter, 8,6 sekunder  |

I medeltida mytologi, särskilt i samband med hinduisk astrologi, fick Brihaspati en andra betydelse och kom att syfta på planeten Jupiter. Hans namn ligger till grund för ordet Brihaspativara, som är det vediska namnet för torsdag i den hinduiska kalendern. Brihaspati – i rollen som planeten Jupiter – ingår i Navagraha, de nio himmelska krafterna i den hinduiska zodiaken, där han betraktas som en gynnsam och välvillig kraft. I den hinduiska kalendern är torsdagen tillägnad Brihaspati och benämns Brihaspativara. Motsvarande samband återfinns i andra indoeuropeiska kalendersystem. I den romerska traditionen är torsdagen uppkallad efter guden och planeten Jupiter (dies Iovis), som i den romerska mytologin är himlens och åskans gud. När veckodagsnamnen införlivades i de germanska språken översattes gudanamnet funktionellt snarare än språkligt: Jupiter ersattes med Tor, den nordiska åskguden, vilket har gett upphov till det svenska ordet torsdag och t.ex. det engelska Thursday. Namngivningen återspeglar en parallell funktion mellan Jupiter och Tor som beskyddande åskgudar, medan Brihaspati är en godhjärtad eldgud. 

## Dyrkan

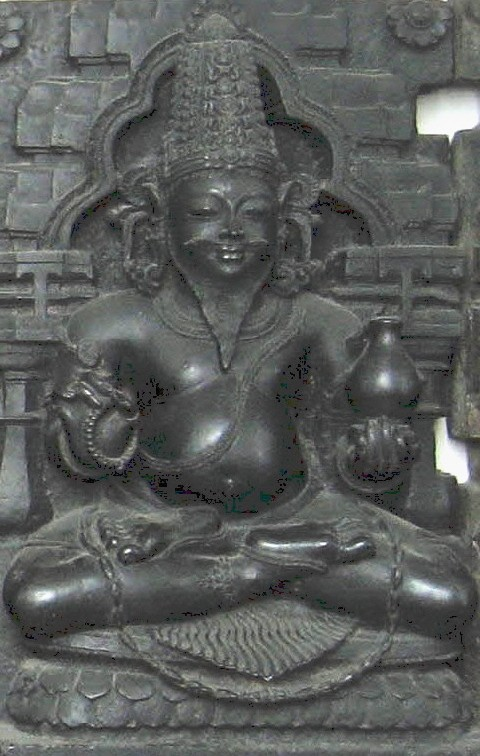
Brihaspati, en detalj från en Navagraha-stele från Konark

Jyotisha är den hinduiska astrologin, som bygger på flera centrala begrepp – bland annat Nakshatra (stjärnbilder) och Navagraha (de nio planetgudarna). Flera av dessa gudomar, inklusive Saptarishi (de sju vise), har egna tempel som är spridda över olika hinduiska vallfärdsorter, och många hinduer besöker dessa som en del av sin yatra (pilgrimsfärd). Ett av de mest kända templen tillägnade Brihaspati sägs ligga i distriktet Tanjore i delstaten Tamil Nadu.

## Ikonografi
Brihaspati avbildas med gyllene kropp, blårandiga ben och ett huvud omgivet av en gloria av måne och stjärnor. Vilka föremål han håller i händerna varierar beroende på region. I delar av Sydasien bär han en behållare med soma, ibland i sällskap med en tämjd tiger. På andra håll avbildas han med en stav, en lotusblomma och japamala. Brihaspati var gift med Tara. I vissa medeltida mytologier berättas att Tara blev bortrövad av månguden Chandra, med vilken hon fick sonen Budha (Merkurius).

## Tillägnad veckodag
Torsdag anses vara den dag som är tillägnad Brihaspati. Enligt hinduisk mytologi ger bön till Brihaspati på torsdagar astrologiska fördelar.